# 維氏溪脂鯉
維氏溪脂鯉，為輻鰭魚綱脂鯉目脂鯉亞目頂器脂鯉科的其一種，分布於南美洲巴西里約熱內盧Guanabara灣北部淡水流域，體長可達6.4公分，棲息在底中層水域，生活習性不明。